# Mariliza Xenogiannakopoulou

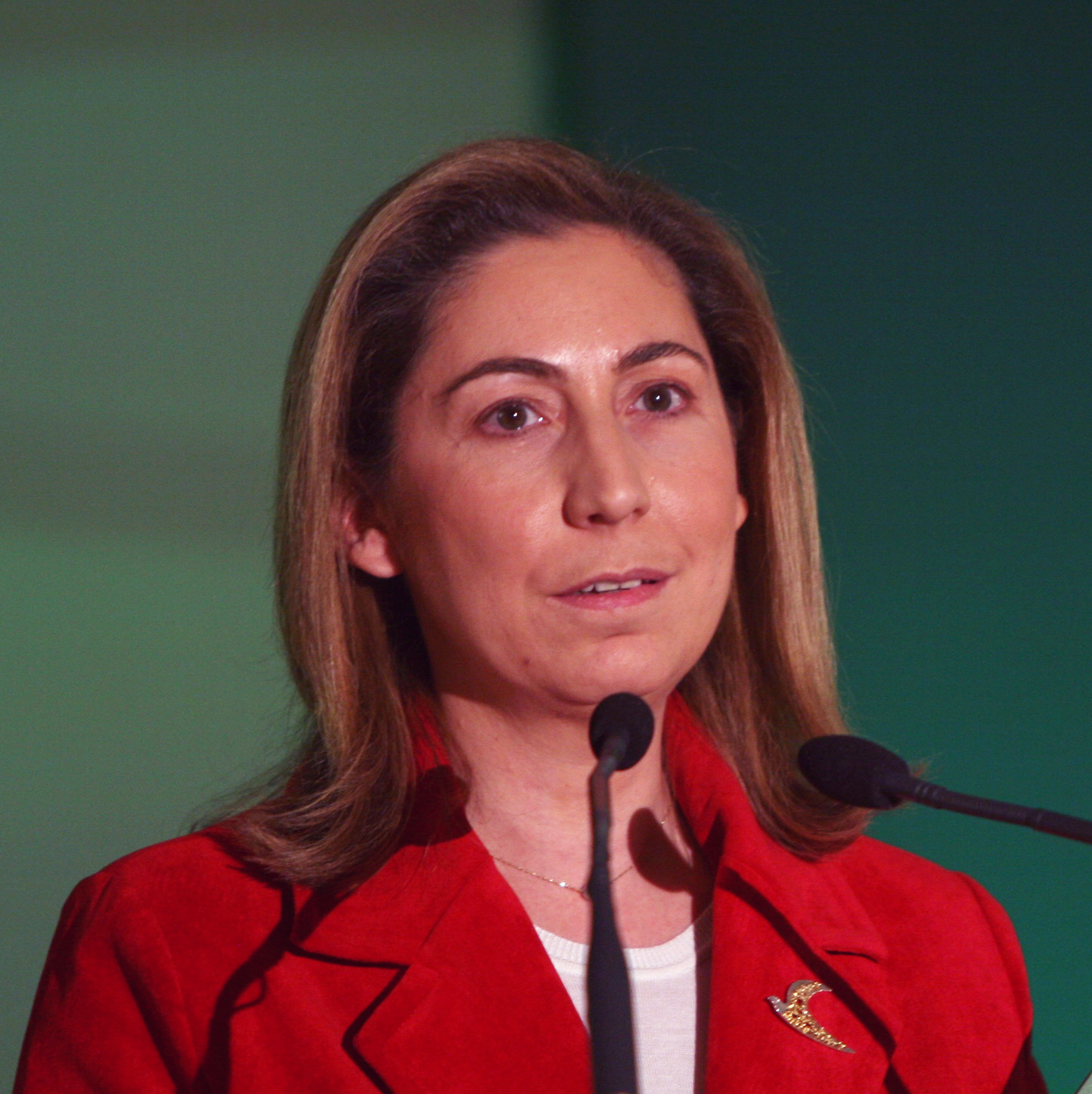
Mariliza Xenogiannakopoulou

Mariliza Xenogiannakopoulou (griechisch Μαριλίζα Ξενογιαννακοπούλου, * 20. Februar 1963 in Athen) ist eine griechische Politikerin.

## Leben
Sie studierte Rechtswissenschaften an der Universität Athen und Öffentliches Recht an der Sorbonne (Universität Paris I).
Seit ihrer Schulzeit war sie politisch aktiv. Im Jahr 1986 begann sie als wissenschaftliche Mitarbeiterin der PASOK im Europäischen Parlament und im Folgejahr wurde sie von Andreas Papandreou mit der Vertretung der PASOK im Vorstand der Union der Sozialdemokratischen Partei Europas (1989–1991) und der Sozialistischen Internationale (1990–1992) betraut.
Von 1991 bis 1995 arbeitete sie als Mitglied des Politischen Sekretariats der Fraktion der Sozialdemokratischen Partei Europas im Europäischen Parlament und danach als stellvertretende Büroleiterin des griechischen Kommissars bei der Europäischen Kommission in Brüssel (1995–1999).
Von 2002 bis März 2004 war sie Generalsekretärin des griechischen Handelsministeriums.
Bei den Europawahlen 2004 wurde sie als Abgeordnete in das Europaparlament gewählt. Bei den Wahlen 2007 und 2009 und wurde sie als Abgeordnete der PASOK in das griechische Parlament gewählt. Von Oktober 2009 bis September 2010 war sie Ministerin für Gesundheit und soziale Solidarität, am 7. September 2010 wurde sie zur stellvertretenden Außenministerin berufen. Sie trat von diesem Amt am 10. Februar 2012 zurück.